# Ибрагимов, Гайнислам Давлетбаевич
Гайнислам Давлетбаевич Ибрагимов (7 апреля 1968, деревня Второе Иткулово Баймакского района БАССР, — 31 июля 2020, Уфа, похоронен на родине) — языковед, переводчик, кандидат филологических наук, доцент, основоположник кафедры востоковедения БашГУ (ныне Уфимский университет науки и технологий), профессор Российской академии гуманитарных наук, член Союза писателей Республики Башкортостан.Лауреат республиканской государственной молодежной премии им. Ш. Бабича (2003).

## Биография
Гайнислам Давлетбаевич Ибрагимов родился 7 апреля 1968 года в деревне Второе Иткулово Баймакского района БАССР. Окончил Башкирский государственный университет (1994) (ныне Уфимский университет науки и технологий), а также университет в Анкаре (Турция, 1996). С 2000 работал в БашГУ (ныне Уфимский университет науки и технологий), с 2008 года — заведующим кафедрой востоковедения. В Уфе 31 июля на 53-м году ушел из жизни, об этом сообщила родная сестра ученого, режиссер и сценарист, кандидат филологических наук Гульсасак Саламатова.

## Научная деятельность
Перевёл на турецкий язык эпосы «Урал-батыр» (1996), «Акбузат», «Кузыйкурпяс менэн Маянхылу» («Башкирские народные дастаны», 2000), стихотворения Салавата Юлаева (2004), Акмуллы (2007) и др.; произведения башкирского фольклора и башкирской литературы («Антология тюркской литературы. Башкирская литература», т. 29‑30, 2004—2005; все — Анкара). Научные исследования посвящены сопоставительной грамматике тюркских языков, фольклору тюркских народов. Автор более 150 научных трудов.
Преподаватели Башкирского государственного университета (ныне Уфимский университет науки и технологий) под руководством заведующего кафедрой востоковедения Гайнислама Ибрагимова совместно с турецкими учеными подготовили и выпустили в свет «Собрание эпосов башкирского народа»(2015). Новый фундаментальный труд в четырёх томах вышел впервые в истории Турецкого лингвистического общества в рамках проекта по выпуску 100-томной антологии тюркоязычной литературы. В первом томе объединены мифологические эпосы, во втором — социально-бытовые, в третьем — исторические, в четвёртом — героические эпосы. Среди них такие произведения башкирского устного народного творчества, как «Урал-батыр», «Акбузат», «Акхак-кола», «Кара-Юрга». Тексты даны на башкирском (транслитерацией латиницей) и турецком языках.
На кафедре башкирской литературы, фольклора и культуры хранится более ста томов материалов по фольклористике Башкортостана, из которых и были созданы новые книги.

## Награды и номинации
В 2003 году за перевод на турецкий язык пьесы Наиля Гаитбаева «Любви все возрасты покорны», на башкирский язык — пьесы Р. Эрдурана «Подарок», соавторство в художественном переводе на турецкий язык сборника «Башкорт халык дастандары», эпосов и пропаганду башкирского народного творчества в тюркском мире Гайнислам Ибрагимов был удостоен государственной молодёжной премии Ш. Бабича.